# Dembeegiin Mjagmar
Dembeegiin Mjagmar (mongolisch Дэмбээгийн Мягмар; * 1933; † 1997) war ein mongolischer Schriftsteller.

## Leben und Werke
Mjagmar war der Sohn einer Viehhüterfamilie. Er studierte von 1951 bis 1955 mongolische Sprache und Literatur an der Staatsuniversität in Ulan Bator und von 1969 bis 1971 am Maxim-Gorki-Literaturinstitut in Moskau. Von Beruf Lehrer, war er später Mitarbeiter im Volksbildungsministerium, Redakteur der Literaturzeitschrift „Zog“, Leiter der Abteilung Dramatik und Film des Kulturministeriums und Sekretär des Schriftstellerverbandes. Er verstarb 1997.
Mjagmar debütierte 1956 mit einem Gedichtband, der vor allem Natur- und Liebeslyrik enthält. Ihm folgten 1959 und 1960 zwei Poeme, die noch publizistisch-didaktische Züge aufweisen. Danach wandte er sich von der Lyrik ab und profilierte sich bald zu einem herausragenden Erzähler, dessen besondere Stärke in der lyrischen Prosa liegt. Erzählungen wie „Die Geschichte eines Hauses“ (1964), „Wo sich die Wege treffen“ (1964) und „Die Erde und ich“ (1965) – letztere ist ein Gleichnis für die tiefe Verbundenheit des Mongolen mit der Erde, die er durch Arbeit verändert – fanden breite Anerkennung beim Leser. Wiederkehrende Themen seiner Prosa sind ethische Fragen und Konflikte einfacher Menschen, die als lebensvolle Charaktere sittliche Größe beweisen. Ein Beispiel hierfür ist die sehr erfolgreiche „lange Erzählung“ „Der Müller“ (1965, dt. 1976), in der Mjagmar an einem Einzelschicksal die auch in der Mongolei spürbaren Auswirkungen des Zweiten Weltkrieges verdeutlicht. Dabei fällt die sensible Charakterzeichnung der Figuren auf. Ihre Fortsetzung fand die Erzählung mit „Die Tochter des Müllers“ (1966).
In vielen Prosatexten vermochte es Mjagmar, der neben Sengiin Erdene als Meister der „langen Erzählung“ in der mongolischen Literatur gilt, die individuellen Züge seiner Figuren mit sozialer Repräsentanz, nationale Besonderheiten mit Allgemeinmenschlichem zu verbinden. Das Verhältnis des Menschen zur Natur wird thematisiert in „Hochwasser“ (1966), „Der Jäger“ (1968), „Gobisonne“ (1969) und „Aufbrechende Knospen“ (1972), aber auch in seinen Kinderbüchern „Das Pferd mit der Brille“ (1975) und „Das wilde Pferd“ (1977). Die Erzählungsbände „Schönheit“ (1982) und „Hundertlamm und das Mädchen“ (1984) bereicherten die mongolische Literatur der 1980er Jahre.
Unter dem Einfluss des „Neuen Denkens“ entstand in einer Zeit beginnender gesellschaftlicher Umbrüche die große Erzählung „Der Vater“ (1988). In ihr schildert Mjagmar, wie die Natur zugrunde geht, wie traditionelle Wertvorstellungen an Gültigkeit verlieren, Familien zerbrechen und die Jugend ohne Illusionen aufwächst. Nur die Gestalt des alten Vaters und das beschwörende Bild vom Frühling lassen Hoffnung aufkommen. Der resignative Grundton des Werkes wurde durch die Entwicklung nach der mongolischen „Wende“ bestätigt. So stellt „Der Vater“ nicht nur einen Höhepunkt im erzählerischen Schaffen des Autors, sondern auch der bisherigen realistischen mongolischen Prosa dar.
Auch als Dramatiker hat Mjagmar seit den 1970er Jahren Maßstäbe gesetzt. Der Autor bezeichnet sich als Schüler Donrowyn Namdags, dessen psychologische Figurenanalyse er als vorbildhaft erkannte. In Stücken wie „Juwelen“ (1973), „Orolmaa“ (1973), „Was ist passiert?“ (1975), „Warum ich?“, „Der kostbare Schatz“ und „Die Geschichte eines Lagerverwalters“ (1980) wirft er wiederholt ethische Fragen auf. Im Lustspiel „Der Hammelrücken auf dem Festtagstisch“ (1981) ist es die spießerhafte Lebenseinstellung von Großstädtern, die dem Lachen der Zuschauer ausgesetzt wird.
Mit seinem erzählerischen und dramatischen Werk leistete Mjagmar einen wichtigen Beitrag zur differenzierten Gestaltung des Menschenbildes in der modernen mongolischen Literatur.

## Übersetzung
- in: Erkundungen. 20 mongolische Erzählungen, (Ost-)Berlin 1976